# Manwë
Cet article concerne le personnage de Tolkien. Pour l'astéroïde transneptunien, voir (385446) Manwë.
Manwë Sulimo est un personnage de fiction du légendaire de l'écrivain britannique J. R. R. Tolkien, apparaissant notamment dans Le Silmarillion. Il est l'un des quatorze Valar et le deuxième en puissance après Melkor, son frère. Il est un des Ainur qui a pris part à la composition de la Grande Musique d'Eru Ilúvatar qui permit la création d'Arda où prennent place toutes les aventures du légendaire de Tolkien. 
Son domaine d'influence se compose des airs et des vents du monde, d'où son autre nom de Súlimo, « seigneur du souffle », et les Aigles sont ses serviteurs et émissaires.

« Le plus grand des Ainur qui descendit sur le Monde était d'abord Melkor, mais Manwë est plus cher au cœur d'Ilúvatar, et comprend mieux ses intentions. Il était destiné à être, dans la plénitude des temps, le premier des Rois : Seigneur du royaume d'Arda et maître de ses habitants. »

## Histoire
Pendant la création d'Arda, il tourna  ses pensées vers l'élément de l'air et du vent. Dès son arrivée dans Arda, il entreprit de grands travaux avec Aulë et Ulmo pour faire suite aux visions de la Grande Musique. Il fit sortir Varda des profondeurs, après qu'elle eut connu Melkor qu'elle rejeta. Il demeura sur le Taniquetil, la plus haute montagne de la terre aux côtés de Varda.
À la suite de la demande de Yavanna, Aulë fabriqua les deux Lampes des Valar qu'il porta au milieu des mers. Varda s'occupa de les remplir et il les alluma, ce qui permit d'éclairer toute la terre et à la végétation de pousser. Il vécut un moment en Almaren et lorsque Melkor attaqua et détruisit les deux Lampes, il quitta la Terre du Milieu pour le pays d'Aman aux côtés des autres Valar. Les Valar décidèrent de fortifier l'endroit contre les attaques de Melkor en édifiant de hautes montagnes. C'est sur la plus haute montagne, le Taniquetil, qu'il décida d'établir son trône avec Varda. Ce pays fut appelé Valinor.
Lorsque les Elfes arrivèrent sur Arda, il fut décidé de les protéger contre Melkor. Le conseil décida d'attaquer sa forteresse et Melkor fut emprisonné. Au terme de son emprisonnement, trois siècles plus tard, Melkor fut envoyé devant Manwë, qui lui accorda son pardon, et fit vœu de rester humble. Manwë ne parla pas aux Elfes de la venue des Hommes et Melkor, malgré sa promesse, s'en servit ensuite contre les Valar. Il corrompit le cœur des Elfes en les montant les uns contre les autres et leur montra comment fabriquer des armes. Manwë fut témoin de ces discordes, mais ne dit et ne fit rien. Fëanor, le premier Elfe à avoir tiré l'épée contre son frère, fut ensuite emmené devant le conseil des Valar et Mandos le condamna à un exil de douze ans. Melkor tenta de séduire Fëanor, qui découvrit son désir à propos des Silmarils, et s'enfuit vers son ancienne forteresse.
C'est lui qui, après entendu le plaidoyer d'Eärendil le Navigateur, lève la malédiction de Mandos et envoie une immense armée de secours en Beleriand pour détruire définitivement la menace grandissante de Morgoth. Ce fut la guerre de la Grande Colère, à l'issue de laquelle Morgoth fut capturé et exilé au-delà des cercles du monde. Vers l'an mil du Troisième Âge, c'est toujours lui qui réunit les Valar pour décider de la création de l'Ordre des Istari : il envoya, parmi ses serviteurs Maiar, le sage Olórin (futur Gandalf).
Il est dit qu'à la fin du monde, lorsque Morgoth reviendra du néant, Manwë descendra de son trône au sommet du Taniquetil pour l'affronter une dernière fois avant le jugement d'Eru Ilúvatar, qui créera par la suite une nouvelle Musique des Ainur.

## Personnage
Manwë devint le plus puissant et le plus noble des Valar après la trahison de Melkor, car celui-ci perdit progressivement certains de ses pouvoirs. Manwë reste pur et juste face à la perversion de Melkor. Cette qualité se mua parfois en désavantage pour lui lors de la lutte contre Melkor : étant lui-même exempt de mal, Manwë ne peut comprendre les raisons et les objectifs du mal incarné par Melkor. Il est cependant celui qui comprend le mieux les intentions d'Ilúvatar, et s'est fixé pour but de mettre tout en œuvre pour réaliser les plans d'Eru avec le Vala Ulmo, avec qui il a le plus d'affinités.
Son héraut (et, dans certaines versions finalement abandonnées par Tolkien, son fils), dont nul sur Arda ne surpasse la vaillance au combat, est le Maia Eönwë. Sa compagne a pour nom Varda « l'Exaltée », dont la beauté est telle qu'elle ne peut être décrite. Ils vivent au sommet du Taniquetil, la plus haute montagne d'Arda, d'où ils peuvent contempler la totalité du monde.
Chef des Valar, il fait tout son possible pour protéger les Enfants d'Ilúvatar (les Elfes et les Hommes) de la domination de Melkor et de Sauron. Il est décrit comme très grand, d'une beauté grave, avec des yeux bleus étincelants, des habits sertis de saphirs et un sceptre également bleu : il préside le Conseil des Valar à Valimar mais réside la plupart du temps sur le sommet du Taniquetil où il vit entouré des Elfes Vanyar, les poètes, qu'il préfère entre tous.
Manwë se contente généralement d'un rôle de « spectateur engagé » qui correspond à son caractère calme et réfléchi : il intervient cependant lui-même quand il sent qu'un grand malheur pourrait être évité. C'est ce qui se passe quand Fëanor décide d'entraîner les Elfes Noldor en Terre du Milieu pour récupérer les Silmarils et abattre Melkor, devenu Morgoth. Il lui envoie un dernier message d'apaisement et de conciliation, mais Fëanor refuse de l'écouter et continue sa route. On voit alors Manwë pleurer doucement sur son trône, car sa clairvoyance lui fait comprendre que cet exil sera la cause de bien des maux.

## Étymologie
Le nom Manwë est composé en quenya, une langue construite par J. R. R. Tolkien et parlée dans la fiction par les Elfes. Il est composé de man qui se traduit par « bon, béni, intact ». Il se nomme Manweg en sindarin.

## Évolution
Certains passages concernant Manwë ne font pas partie des premières versions du Silmarillion. Les dernières versions et la publication des Contes Perdus nous permet de connaître des informations supplémentaires sur le personnage. L'alliance explicite de Manwë et Ulmo n'était pas présente dans les textes. Elle fut, plus tard, ajoutée dans les versions subséquentes. Lors de l'explication sur la création des éléments, il n'est pas indiqué que Manwë était créateur de l'élément air dans la première version. Manwë perpétua l'histoire de la création d'Arda à travers les elfes, mais pas les hommes. Rúmil en fait référence lorsqu'il raconte l'histoire disant qu'elle provient des pères de son père. Ce passage ne fait pas partie du Silmarillion.
Dès les premières versions, le personnage possédait déjà de nombreuses caractéristiques dont celle qu'il était le « Seigneur des Dieux et des Elfes et des Hommes », ainsi que sa préférence envers les Teleri (qui deviendront les Vanyar dans les versions suivantes du texte) et son épouse Varda. Selon les notes, Manwë eut deux enfants, de sa liaison avec Varda, Fionwë-Úrion et Erinti, cette dernière devenant plus tard Ilmarë. Fionwë, transformé plus tard en Eönwë, devint son héraut après que l'idée des « Enfants des Valar » fut abandonné au profit des enfants d'Eru.
Une grande partie de la description des demeures des Valar fut perdue dans les versions subséquentes du Silmarillion. Quelques simples allusions y sont restés, comme le Taniquetil, les rues dorées, les dômes d'argent et Sorontur, roi des Aigles, nommé préalablement Romandur.

## Honneur
L'objet transneptunien (385446) Manwë porte son nom.